# Isabelle Germain
Isabelle Germain est une journaliste française spécialisée sur les sujets économiques et notamment le statut des femmes dans la société et leur sous-représentation médiatique. Elle a exercé dans la presse économique et dans la presse d'information générale, et a notamment été présidente de l'Association des femmes journalistes entre 2001 et 2005. Elle est également la fondatrice du journal en ligne Les Nouvelles News.

## Biographie
Isabelle Germain est originaire du Gers, elle a commencé ses études de droit à Toulouse avant de rejoindre Paris pour obtenir une maîtrise d'information et de communication à l'IFP puis un DEA en sciences de la communication au CELSA.
Journaliste dans la presse économique et d’information générale, elle débute à  l'hebdomadaire Médias, spécialisé dans la publicité et la vie des médias puis est pigiste dans divers journaux,. sur des sujets politique, société, économie, communication… Puis elle rejoint L'Usine nouvelle,,,.
Parallèlement à son activité professionnelle, elle s'engage dans des associations et réseaux de femmes. Elle sera membre du bureau puis présidente de l’Association des femmes journalistes (AFJ) de 2001 à 2005,,, où elle crée le prix de la publicité la moins sexiste,décerné par l'association entre 1998 et 2005. Avec plusieurs réseaux de femmes cadres, elle créera et alimentera le blog www.durosedanslegris.fr.
En 2009, elle crée le journal en ligne Les Nouvelles News.
Isabelle Germain est présidente de la commission stéréotypes du Haut Conseil à l’Égalité entre les femmes et les hommes de 2013 à début 2016 ,.
En 2012, elle écrit dans le Plus du NouvelsObs à propos d'une insulte sexiste sur Twitter sanctionnée par la radio RTL.
En 2018, elle se joint à l'appel des femmes journalistes à manifester contre les violences faites aux femmes avec le collectif #NousToutes .
Elle est chevalier de la Légion d'honneur et chevalier de l'ordre national du Mérite.

## Les Nouvelles News
En 2009, Isabelle Germain conjugue ses engagements associatifs et son métier en créant un journal en ligne. Accompagnée par Willa, incubateur de start-ups, qui cherche à accélérer la mixité dans la Tech, elle crée le journal Les Nouvelles NEWS,, l’autre genre d’info : ce journal d'actualité souhaite donner autant de visibilité aux femmes qu'aux hommes dans le contenu de l'info et éviter les stéréotypes,,,,,,,.
Les analyses du journal sont parfois reprises ou citées dans d'autres médias, , ,,.
Le journal propose également des formations sur les thèmes « Égalité professionnelle », « S’affranchir des stéréotypes pour booster les carrières des femmes », média-training etc,,.
Pour soutenir le journal, l'Association des ami.e.s des nouvelles news (AANN) est créée en 2013. Néanmoins, le journal en ligne s'interrompt en septembre 2018. Il est relancé en février 2019 avec la même ambition éditoriale mais un nouveau modèle économique : les articles sont accessibles gratuitement mais les lecteurs sont appelés à faire des dons réguliers défiscalisés. 
En 2011, lorsqu'éclate « l'affaire DSK », Les Nouvelles NEWS se positionne clairement contre la loi du silence et l'indulgence des médias français envers ce qu'ils appellent des jeux de séduction, et l'article des Nouvelles NEWS est repris par The Guardian avec le titre : « Ne faites pas de DSK une victime ». D'autres médias suédois et canadiens la sollicitent également. 

## Expertise
Ses engagements associatifs, son implication dans la commission stéréotypes du Haut Conseil à l’Égalité entre les femmes et les hommes et son expérience professionnelle la font reconnaître comme une experte, sur les sujets de l'égalité femmes-hommes,, sur la place des femmes dans les médias, et sur les stéréotypes de genre,,. 
Elle est ainsi invitée par exemple par le réseau WomenWork de SciencePo à évoquer le traitement médiatique des violences faites aux femmes. 

## Distinctions
- Chevalière de l'ordre national du Mérite
- Chevalière de la Légion d'honneur

## Œuvres
- Si elles avaient le pouvoir…[54],[55],[56], Isabelle Germain, Larousse, coll. À dire vrai, 2009.
- 18 ans, respect les filles ![57], Isabelle Fougère, Isabelle Germain et Natacha Henry, la documentation française, 2009.
- Le Dictionnaire iconoclaste du féminin[58], Annie Batlle, Isabelle Germain et Jeanne Tardieu, Bourin Éditeur, février 2010.
- Journalisme de combat pour l’égalité des sexes. La plume dans la plaie du sexisme. Isabelle Germain, LNN édition 2021